# Michael Frey
Michael Frey (prononcé en allemand : [ˈmɪçaeːl ˈfraɪ̯]), né le 19 juillet 1994 à Münsingen en Suisse, est un footballeur international suisse qui évolue au poste d'avant-centre à Queens Park Rangers.

## Carrière

### En club

#### Young Boys de Berne (2010-2014)
Michael Frey fait ses débuts professionnels avec les Young Boys de Berne le 13 mai 2012, à l'âge de 18 ans, sur la pelouse de son club formateur le FC Thoune. Il inscrit son premier but dès son deuxième match. Uli Forte, à son arrivée à la tête de l'équipe première, fait de lui un cadre de l'équipe et le révèle alors, tant et si bien qu'il est nommé espoir 2013 du championnat suisse.

#### LOSC Lille (2014-2016)
Le 1er septembre 2014, dernier jour du mercato, il s'engage en faveur du LOSC Lille pour une durée de quatre ans. Il pallie le départ de Salomon Kalou, parti le même jour vers le Hertha Berlin.
Il débute en Ligue 1 le 14 septembre 2014 en entrant en jeu à 7 minutes du terme face au FC Nantes. Le 1er novembre 2014, il marque son premier but sous ses nouvelles couleurs à la suite d'une reprise manquée de Marcos Lopes et ouvre le score lors de réception de l'AS Saint-Étienne (1-1).
Le 17 janvier 2015, au stade du Moustoir, il subit une fracture à la cheville droite qui l'écarte des terrains pour une longue durée. Au mercato estival 2015, il est retoqué à la visite médicale alors qu'il souhaite rejoindre Nottingham Forest.

##### Prêt au FC Lucerne (2016)
Après une demi-saison blanche et n'avoir repris l'entrainement collectif que fin décembre, il trouve finalement un point de chute en Suisse, le 27 janvier 2016, en rejoignant en prêt le FC Lucerne. Treize mois après sa blessure à Lorient, il foule de nouveau une pelouse le 14 février 2016 lors de la réception du FC Zurich. Lors de son prêt, il inscrit 3 buts en 16 apparitions dans le championnat suisse.

#### Retour à Berne (2016-2017)
Le 29 juin 2016, le LOSC annonce qu'il se sépare de son attaquant suisse. Ce dernier retourne dans son club formateur, les Young Boys de Berne.

#### FC Zurich (2017-2018)
Le 19 juin 2017, il s'engage pour quatre ans avec le promu FC Zurich. Il conclut la saison 2017-2018 avec 31 apparitions en championnat, dont 30 titularisations, et 12 buts inscrits. Il finit meilleur buteur du club devant Raphael Dwamena, auteur de 9 réalisations, et cinquième meilleur buteur du championnat, ex æquo avec Roger Assalé.

#### Fenerbahçe SK (2018-2021)
Un an seulement après sa signature à Zurich, ses performances lui valent une offre de transfert du Fenerbahçe. Le FC Zurich refuse mais est contraint par le joueur, en application de l'article 17 du règlement Fifa (Conséquences d’une rupture de contrat sans juste cause), d'accepter l'offre car elle est objectivement raisonnable. Néanmoins le club ne demande pas à ce que Michael soit suspendu quatre mois dans son nouveau club, comme le même article de règlement le permet. Michael dispose d'un contrat portant sur quatre saisons.

##### Prêt au Waasland-Beveren (2020-2021)
Le 29 septembre 2020, Het Laatste Nieuws annonce l'arrivée du joueur suisse en Jupiler Pro League à Waasland Beveren.

### En sélection
Lors des Éliminatoires de l'Euro 2016, il est sélectionné pour deux matchs face à la Slovénie et à Saint-Marin. Malheureusement, il ne joue aucun match et restera sur le banc.

## Statistiques
| Saison                | Club                    | Championnat           | Championnat | Championnat | Coupe nationale | Coupe nationale | Coupe de la Ligue | Coupe de la Ligue | Compétition(s) continentale(s) | Compétition(s) continentale(s) | Compétition(s) continentale(s) | Total | Total |
| Saison                | Club                    | Division              | M.          | B.          | M.              | B.              | M.                | B.                | Comp.                          | M.                             | B.                             | M.    | B.    |
| 2011-2012             | Young Boys              | Super League          | 2           | 1           | -               | -               | -                 | -                 | -                              | -                              | -                              | 2     | 1     |
| 2012-2013             | Young Boys              | Super League          | 31          | 4           | 2               | 4               | -                 | -                 | C3                             | 10                             | 1                              | 43    | 9     |
| 2013-2014             | Young Boys              | Super League          | 33          | 9           | 2               | 0               | -                 | -                 | -                              | -                              | -                              | 35    | 9     |
| 2014-2015             | Young Boys              | Super League          | 7           | 3           | 1               | 0               | -                 | -                 | C3                             | 4                              | 2                              | 12    | 5     |
| Sous-total            | Sous-total              | Sous-total            | 73          | 17          | 5               | 4               | -                 | -                 | -                              | 14                             | 3                              | 92    | 24    |
| 2014-2015             | LOSC Lille              | Ligue 1               | 15          | 2           | 1               | 0               | 2                 | 1                 | C3                             | 3                              | 0                              | 21    | 3     |
| 2015-2016             | FC Lucerne (prêt)       | Super League          | 16          | 4           | 1               | 0               | -                 | -                 | -                              | -                              | -                              | 17    | 4     |
| Sous-total            | Sous-total              | Sous-total            | 31          | 6           | 2               | 0               | 2                 | 1                 | -                              | 3                              | 0                              | 38    | 7     |
| 2016-2017             | Young Boys              | Super League          | 29          | 8           | 4               | 4               | -                 | -                 | C1 C3                          | 2 6                            | 0 1                            | 41    | 13    |
| Sous-total            | Sous-total              | Sous-total            | 29          | 8           | 4               | 4               | -                 | -                 | -                              | 8                              | 1                              | 41    | 13    |
| 2017-2018             | FC Zurich               | Super League          | 31          | 12          | 5               | 4               | -                 | -                 | -                              | -                              | -                              | 36    | 16    |
| 2018-2019             | FC Zurich               | Super League          | 3           | 0           | -               | -               | -                 | -                 | -                              | -                              | -                              | 3     | 0     |
| Sous-total            | Sous-total              | Sous-total            | 34          | 12          | 5               | 4               | -                 | -                 | -                              | -                              | -                              | 39    | 16    |
| 2018-2019             | Fenerbahçe SK           | Süper Lig             | 14          | 2           | 3               | 0               | -                 | -                 | C3                             | 5                              | 2                              | 22    | 4     |
| 2020-2021             | Fenerbahçe SK           | Süper Lig             | 1           | 0           | -               | -               | -                 | -                 | -                              | -                              | -                              | 1     | 0     |
| Sous-total            | Sous-total              | Sous-total            | 15          | 3           | 3               | 0               | -                 | -                 | -                              | 5                              | 2                              | 23    | 5     |
| 2019-2020             | FC Nuremberg (prêt)     | 2. Bundesliga         | 29+2        | 4           | 1               | 1               | -                 | -                 | -                              | -                              | -                              | 32    | 5     |
| Sous-total            | Sous-total              | Sous-total            | 31          | 4           | 1               | 1               | -                 | -                 | -                              | -                              | -                              | 32    | 5     |
| 2020-2021             | Waasland-Beveren (prêt) | Jupiler Pro League    | 27+2        | 12+2        | 2               | 3               | -                 | -                 | -                              | -                              | -                              | 31    | 17    |
| Sous-total            | Sous-total              | Sous-total            | 29          | 14          | 2               | 3               | -                 | -                 | -                              | -                              | -                              | 31    | 17    |
| 2021-2022             | Royal Antwerp FC        | Jupiler Pro League    | 39          | 24          | 1               | 0               | -                 | -                 | C3                             | 6                              | 0                              | 46    | 24    |
| 2022-2023             | Royal Antwerp FC        | Jupiler Pro League    | 14          | 7           | 3               | 1               | -                 | -                 | C4                             | 6                              | 1                              | 23    | 9     |
| Sous-total            | Sous-total              | Sous-total            | 53          | 31          | 4               | 1               | -                 | -                 | -                              | 12                             | 1                              | 69    | 33    |
| 2022-2023             | Schalke 04 (prêt)       | Bundesliga            | 15          | 0           | -               | -               | -                 | -                 | -                              | -                              | -                              | 15    | 0     |
| Sous-total            | Sous-total              | Sous-total            | 15          | 0           | 0               | 0               | 0                 | 0                 | -                              | 0                              | 0                              | 15    | 0     |
| Total sur la carrière | Total sur la carrière   | Total sur la carrière | 310         | 95          | 26              | 17              | 2                 | 1                 | -                              | 42                             | 7                              | 380   | 120   |

## Palmarès
BSC Young Boys
- Championnat de Suisse :
  - Vice-champion : 2017

 FC Zurich
- Coupe de Suisse :
  - Vainqueur : 2018

 Royal Antwerp FC
- Championnat de Belgique
  - Champion : 2023